# Американская ассоциация географов
Американская ассоциация географов (ААГ, англ. The American Association of Geographers) — некоммерческое научное и образовательное общество, объединяющее географов из США и других стран.
Вплоть до 1 января 2016 года организация называлась «Ассоциация американских географов», по словам президента ААГ Сары Уильям Беднарц переименование обусловлено «… попыткой переосмыслить нашу систему репрезентации для того, чтобы соответствовать растущей интернациональности нашей организации».

## История
В июне 1903 года Уильям Дейвис выступил в Сент-Луисе с докладом о состоянии географической науки в США, в котором предложил создать объединение американских географов. Сама ассоциация американских географов была основана 29 декабря 1904 года в Филадельфии, США. 29 декабря 1948 года произошло слияние с Американским обществом профессиональных географов.

## Современная структура
В настоящее время ассоциация насчитывает более 10 000 членов из более чем 60 стран и представляет собой одну из самых больших географических ассоциаций в Северной Америке. Штаб-квартира находится в Вашингтоне.

### Региональные подразделения
Ассоциация имеет 9 региональных подразделений (дивизионов) в США, помимо этого приветствуется членство иностранных участников, особенно из развивающихся стран:

| - Тихоокеанское побережье - Великие равнины / Скалистые горы - Западное Приозерье - Восточное Приозерье | - Срединные штаты - Новая Англия / Долина реки Св. Лаврентия - Среднеатлантические штаты - Юго-запад - Юго-восток |

### Специальные группы
Ассоциация имеет более 60 специальных групп
, которые представляют собой добровольные объединения членов ассоциации, интересующихся определённым регионом или тематикой:

| - Африканистики - Зоогеографии - Прикладной географии - Географии Азии - Библейской географии - Биогеографии - Географии бизнеса - Канадоведения - Картографии - Синологии - Климатологии - Исследований берегов и океанологии - Географии связи - Группа преподавателей городских колледжей - Криолитологии - Культурной и политической экологии - Культурной географии | - Киберинфраструктуры - Географии развития - Группа людей с ограниченными возможностями - Экономической географии - Географии энергетики и окружающей среды - Географии восприятия и бихевиористской географии - Этики, справедливости и прав человека - Этногеографии - Европеистики - ГИС и геоинформатики - Женщин в географии - Географии продовольствия и агрогеографии - Географического образования - Географии религий - Географии вина, пива и крепких алкогольных напитков - Геоморфологии | - Группа по делам магистрантов и аспирантов - Географии катастроф - Медицинской географии - Исторической географии - Истории географии - Гуманитарных аспектов глобализации - Изучения аборигенных культур - Ландшафтоведения - Латиноамериканистики - Ближнего и Среднего Востока - Военной географии - Географии гор - Палеогеографии - Географии приполярных областей - Политической географии - Географии населения - Соотношения частного и общественного | - Качественных исследований - Географии туризма, рекреации и спорта - Регионального развития и планирования - Дистанционного зондирования - Группа по делам географов старшего поколения - Географии сельской местности - России, Центральной Евразии и Восточной Европы - Сексуальности и пространства - Социалистической и критической географии - Пространственному анализу и моделированию - Группа по делам самозанятых географов - Исследованиям американского Юга - Географии транспорта - Группа по делам бакалавров - Географии городов - Водных ресурсов |

## Издания
Ассоциация издаёт ряд специализированных изданий, в том числе журналы The Annals of the Association of American Geographers (издаётся с 1911 года) и The Professional Geographer (с 1949 года).

## Президенты
В настоящее время в руководстве ассоциации действует следующий порядок, своеобразный трёхгодичный цикл: избираемый вице-президент один год является вице-президентом, второй год — президентом и третий год — прошлым президентом ассоциации. Срок действия полномочий начинается в июле.
В разное время президентами ассоциации были:
- 1916 — Марк Джефферсон;
- 1940 — Карл Зауэр;
- 1949 — Ричард Хартсхорн;
- 1957 — Чонси Харрис;
- 1971 — Эдвард Тейф;
- 1979 — Мелвин Маркус;
- 2008 — Джон Эгню;
- 2009 — Кэрол Харден;
- 2010 — Кеннет Фут;
- 2011 — Одри Кобаяси
- 2012 — Эрик Шеппард
- 2013 — Джули Уинклер
- 2014 — Мона Домаш
- 2015 — Сара Беднарц
- 2016 — Глен МакДональд[8].